# 成耆善
成 耆善（ソン・ギソン、朝鮮語: 성기선/成耆善、1919年9月2日 - 2002年8月24日）は、大韓民国の政治家。第5代韓国国会議員。
本貫は昌寧成氏、祖父は成均館博士の成楽賢。

## 経歴
日本統治時代の忠清南道牙山郡新昌面出身。新昌公立普通学校（現・新昌初等学校）卒。光復後は青年政治活動に参加し、大韓青年団牙山郡団長を務めた。1950年の第2代総選挙と1954年の第3代総選挙には無所属で立候補したが落選した。1955年に民主党が結成すると、同党牙山郡党委員長・中央委員を務めた。1958年の第4代総選挙には民主党所属で立候補して落選したが、1960年の第5代総選挙には牙山選挙区から民主党所属で立候補して当選し、国会議員となった。しかし、翌年の5・16軍事クーデターで国会が解散されたため、国会議員を退職した。その後は1963年の第6代総選挙と1978年の第10代総選挙にも立候補したが、いずれも落選した。
その後は牙山地域で活動し、2002年8月24日に天安市内の病院で死去。享年84。